# Intorno al mondo con zia Mame
Intorno al mondo con zia Mame (Around the World with Auntie Mame) è un romanzo dello scrittore statunitense Patrick Dennis, pubblicato nel 1958 e sequel del precedente romanzo Zia Mame.

## Storia editoriale
Dopo che Zia Mame si rivelò un successo editoriale da oltre un milione di copie, Dennis ne scrisse un seguito nel 1958, pubblicato da Harcourt, Brace and Company. Dennis dedicò il libro a Rosalind Russell, che aveva interpretato la protagonista Mame Dennis sia a teatro che al cinema. Seguendo il modello del romanzo precedente, Intorno al mondo con zia Mame si sviluppa intorno a una cornice narrative in cui si vanno a inserire come otto racconti i ricordi del protagonista dei suoi viaggi adolescenziali con la zia. Il sesto capitolo, Zia Mame e la Madre Russia (Auntie Mame and Mother Russia) fu scartato dall'edizione originale per la sua ambientazione sovietica che poco si addiceva a un romanzo umoristico pubblicato nel pieno della paura rossa, ma fu reinserito per l'edizione del 1983.
Intorno al mondo con zia Mame uscì pochi mesi dopo l'adattamento cinematografico del primo romanzo, quando vi era ancora un grande interesse sia per il personaggio dell'eccentrica Mame Dennis, sia per il suo autore Patrick Dennis.  Alla sua uscita, il romanzo ottenne recensioni positive dalle maggiori testate statunitense, con il New York Post che lo definì anche più divertente del prequel; il successo commerciale fu però modesto, con centotrentamila copie vendute (di cui oltre un terzo già acquistate prima dell'uscita del libro nelle librerie) a fronte del milione e mezzo di Zia Mame. Nonostante il successo critico del romanzo, la scrittura fu difficoltosa per Dennis, a causa dei suoi numerosi episodi depressivi, la paura del confronto con il best seller precedente e anche per il fatto che lo scrittore avesse perso interesse nel personaggio di zia Mame, trovando così difficoltoso inventare nuovi episodi per lei. Il capitolo finale, Zia Mame torna a casa, fu scritto non da Dennis ma dal suo editore, Julian Muller, a causa del ritardo dello scrittore sulla consegna del manoscritto.
La prima edizione italiana fu pubblicata da Bompiani nel 1960, con un buon successo di pubblico, e il romanzo fu riproposto da Adelphi nel 2011, in seguito alla "riscoperta" commerciale di Zia Mame.

## Trama
Sono passati due anni e mezzo da quando zia Mame è partita per un viaggio in India con il figlioletto Michael e i genitori Patrick e Pegeen sono sconvolti dalla preoccupazione, anche perché la zia del protagonista non dà più sue notizie da quattro mesi. Per tranquillizzare la moglie, Patrick afferma che zia Mame è una compagna di viaggio affidabile, come lui ha imparato personalmente dopo essere stato in viaggio con lei durante l'estate tra il diploma e l'inizio dell'università. Ma ripensando alle tappe del viaggio, Patrick si rende conto che le avventure in Europa e Asia con zia Mame sono lontane da ciò che una madre vorrebbe per un figlio, soprattutto perché le strampalate avventure della zia li aveva spesso portati vicini al pericolo di nazisti e fascisti. Patrick così si mette a raccontare alla moglie una versione sintetica e molto censurata dei suoi viaggi a Parigi, Londra, Barritz, Venezia, Austria, Unione Sovietica, Egitto e Libano, raccontando solo al lettore le vere avventure vissute con zia Mame.
Al termine del romanzo zia Mame torna a casa con Michael, cresciuto e ormai decenne, e Patrick si accorge che la zia ha fatto promettere al pro-nipote di non raccontare nulla ai genitori, confermando così a Patrick che i viaggi del figlio sono stati conditi da peripezie tanto quanto i propri.

## Edizioni italiane
- Patrick Dennis, Intorno al mondo con zia Mame, Adelphi, 2011, ISBN 8845926001.